# Anglesia Visconti
Anglesia Visconti, född 1377, död 1439, drottning av Cypern, gift med kung Janus av Cypern. 

## Biografi
Hon var dotter till Bernabo Visconti av Milano och Beatrice Regina della Scala. 
Vigseln mellan Anglesia och Janus ägde rum år 1401. Äktenskapet annullerades på Janus begäran 1407, men hon fick behålla titeln drottning. Två år senare återvände Anglesia till Milano. 
Hennes far och två bröder blev fängslade av Gian Galeazzo Visconti. Anglesia fick ett underhåll av Giovanni Maria Visconti under hans regeringstid, men inget av Filippo Maria Visconti, och tvingades 1412 att bosätta sig i ett kloster i Pavia. Genom ett arv 1424 kunde hon lämna klostret, och hon levde sedan med sin halvsyster Isotta i Reggio Emilia. 